# Giuliano Razzoli
Giuliano Razzoli (Reggio Emilia, 18 de diciembre de 1984) es un deportista italiano que compitió en esquí alpino; campeón olímpico en Vancouver 2010.
Participó en tres Juegos Olímpicos de Invierno, entre los años 2006 y 2022, obteniendo una medalla de oro en Vancouver 2010, en la prueba de eslalon, y el octavo lugar en Pekín 2022, en la misma prueba.
En la Copa del Mundo consiguió dos victorias y once podios en total.
En 2012 fue nombrado caballero de la Orden al Mérito de la República Italiana y recibió el Collar de Oro al Mérito Deportivo del Comité Olímpico Nacional Italiano.

## Palmarés internacional
| Juegos Olímpicos | Juegos Olímpicos   | Juegos Olímpicos | Juegos Olímpicos |
| Año              | Lugar              | Medalla          | Prueba           |
| ---------------- | ------------------ | ---------------- | ---------------- |
| 2010             | Vancouver (Canadá) | Medalla de oro   | Eslalon          |